# Corrispondenza di Charles Darwin
La corrispondenza di Charles Darwin rappresenta un tesoro inestimabile per lo studio della vita e delle opere dello scienziato britannico Charles Darwin. Con oltre 15.000 lettere conosciute, scambiate con quasi 2000 corrispondenti in tutto il mondo, questa raccolta fornisce un quadro dettagliato del pensiero, delle relazioni e dei metodi di lavoro di Darwin.,
Le lettere, che spaziano dalla sfera scientifica a quella personale, sono conservate principalmente presso l'Archivio Darwin della Biblioteca dell'Università di Cambridge, ma molte altre sono distribuite in collezioni pubbliche e private a livello globale ,

## Importanza della corrispondenza
Darwin utilizzò le lettere come uno strumento fondamentale per discutere idee, raccogliere dati e costruire le basi per le sue teorie scientifiche . Attraverso la corrispondenza, riceveva osservazioni, fotografie, disegni, campioni e suggerimenti che integrava nei suoi lavori . Il suo metodo prevedeva una continua revisione delle informazioni ricevute: annotava, sottolineava e, talvolta, tagliava le lettere per organizzare i contenuti nei suoi quaderni di appunti o nei suoi esperimenti .
Nonostante l'uso intensivo, Darwin aveva l'abitudine di bruciare le lettere meno rilevanti per fare spazio, preservando quelle che considerava più significative. Dall'inizio degli anni 1860, tuttavia, iniziò a conservare una quantità maggiore di corrispondenza. Più di 8000 lettere originali sono sopravvissute e fanno parte della collezione principale dell'Archivio Darwin. Un'importante sezione è costituita dalle lettere scambiate con il botanico Joseph Dalton Hooker, una corrispondenza che si estende per oltre 40 anni .

## La corrispondenza con le donne
Un aspetto interessante della corrispondenza di Darwin è il dialogo con le donne, che rappresentano circa 100 dei suoi corrispondenti . Circa metà delle 650 lettere con donne riguarda questioni familiari, mentre le altre si concentrano su osservazioni scientifiche, botanica e discussioni intellettuali . Darwin mostrava rispetto e incoraggiamento nei confronti delle donne che si dedicavano alla scienza, come dimostrano i suoi rapporti con botaniche come Mary Treat . Credeva che le donne potessero contribuire significativamente alla scienza, pur mantenendo visioni conservatrici sulla differenza intellettuale tra i sessi, come descritto nella sua opera L'origine dell'uomo .

## Progetti e ricerca sulla corrispondenza
Il Darwin Correspondence Project, basato presso l'Università di Cambridge, si dedica alla scoperta, trascrizione e pubblicazione delle lettere di Darwin . Il progetto non solo decifra la complessa calligrafia di Darwin e dei suoi corrispondenti, ma fornisce anche un contesto dettagliato per ogni lettera, identificando persone, luoghi, organismi e pubblicazioni citate . La ricostruzione delle conversazioni è cruciale per comprendere appieno le idee e i processi che hanno plasmato il pensiero di Darwin .
La corrispondenza continua a crescere grazie a nuove scoperte. Si stima che ogni anno vengano trovate circa 50 nuove lettere . La ricerca di lettere sconosciute è ancora attiva, e le scoperte sono accolte con entusiasmo per arricchire ulteriormente il corpus .

## La scoperta casuale di una lettera
Un esempio di scoperta fortuita riguarda una lettera trovata da un collezionista di francobolli in Michigan. Questa lettera, destinata al farmacista di Chicago Herod Dailey Garrison, fu quasi gettata via prima di essere riconosciuta per la sua importanza. Scritta da Darwin nel 1880, essa aggiunse nuovi dettagli sulle sue ricerche sull'ereditarietà .

## Edizioni
- (EN) Darwin Correspondence Project, su darwinproject.ac.uk.